# Zlydzen
Un Zlydzen (en russe Злыдни, en biélorusse Злыдні et en ukrainien Злидні, tous transcrits Zlydni) est une créature légendaire de la mythologie slave. Il est généralement représenté sous la forme de petits êtres dont l'apparence évoque une chimère comme un animal mi-chien mi-chat.

## Origines et description
Ces créatures sont récurrentes dans le folklore d'Europe de l'Est, notamment celui de Biélorussie, de l'Ukraine et de la Russie
Les Zlydzens vivent sous les poêles en maçonnerie et sont considérés comme des créatures dangereuses. Ce sont de petites créatures bossues et méchantes ressemblant à un chat et un chien combiné. Ils sont petits, portent souvent de grandes bottes et un chapeau, et sont chargés de semer la discorde dans les lieux peuplés (comme les villes et les villages).

## Mode de vie
Les Zlydzens accomplissent des actions nuisibles en groupe parce qu'ils sont lâches et ont trop peur pour agir seuls. Ils attaquent les maisons des gens qui veulent devenir riches ou celles dont les propriétaires sont avides. Quand les propriétaires quittent leurs maisons, les Zlydzen commencent à causer des dégâts, ils endommagent les ustensiles, versent le lait des pichets et jettent des casseroles. Leurs cris sont entendus dans tout le village.